# Space Telescope Science Institute
Le Space Telescope Science Institute (en abrégé STScI, « Institut des sciences du télescope spatial » en français) est une organisation fondée par la NASA pour gérer et diriger la recherche faite avec le télescope spatial Hubble et à partir de 2022 avec le télescope spatial James-Webb. Le STScI se situe sur le campus Homewood de l'université Johns-Hopkins, aux États-Unis.

## Historique
Le volet scientifique des opérations du télescope spatial Hubble est pris en charge par le STScI (Space Telescope Science Institute) dont les bureaux sont installés dans l'enceinte de l'université Johns-Hopkins à Baltimore. Cette structure, qui emploie 500 personnes dont une centaine d'astronomes, a été créée peu avant le lancement du télescope Hubble en 1990. Elle est gérée par l'AURA (Association of Universities for Research in Astronomy) pour le compte de la NASA, agence spatiale américaine propriétaire de Hubble. Ses principales tâches sont la sélection des demandes d'utilisation du télescope, la préparation et l’exécution des observations, la gestion du télescope et de ses instruments pour les aspects scientifiques et l'archivage et la distribution des données collectées par Hubble. Une quinzaine d'astronomes européens sont employés par le STScI pour représenter les intérêts de l'Europe dans le projet. De 1984 à 2010, l'Agence spatiale européenne et l'Observatoire européen austral disposaient d'une structure, le Space Telescope-European Coordinating Facility (en) (ST-ECF) implanté près de Munich en Allemagne, chargée d'assister les astronomes européens et de conserver les données scientifiques collectées.

## Missions

### Étalonnage et évaluation des performances des instruments
Le STScI est responsable du calibrage en vol des instruments scientifiques des télescopes spatiaux Hubble (HST) et James-Webb (JWST).
| Nom (et abréviation)                                        | Fonction                                                | Statut                                    | Télescope         |
| ----------------------------------------------------------- | ------------------------------------------------------- | ----------------------------------------- | ----------------- |
| High Speed Photometer (en) (HSP)                            | Photométrie rapide (temps)                              | Retraité en 1993                          | Hubble (HST)      |
| Wide Field and Planetary Camera (en) (WFPC)                 | Imagerie UV/optique                                     | Retraité en 1993                          | HST               |
| Faint Object Spectrograph (en) (FOS)                        | Spectroscopie UV/optique                                | Retraité en 1997                          | HST               |
| Goddard High Resolution Spectrograph (en) (GHRS)            | Spectroscopie UV/optique                                | Retraité en 1997                          | HST               |
| Faint Object Camera (en) (FOC)                              | Imagerie UV/optique                                     | Retraité en 2002                          | HST               |
| Wide Field and Planetary Camera 2 (en) (WFPC2)              | Imagerie UV/optique                                     | Retraité en 2009                          | HST               |
| Fine Guidance Sensor (FGS)                                  | Astrométrie de précision                                | Actif                                     | HST               |
| Space Telescope Imaging Spectrograph (en) (STIS)            | Spectroscopie UV/optique                                | Actif (réparé)                            | HST               |
| Near Infrared Camera and Multi-Object Spectrometer (NICMOS) | Spectroscopie grisme et imagerie IR (proche)            | En panne depuis 2013                      | HST               |
| Advanced Camera for Surveys (ACS)                           | Imagerie UV/optique et spectroscopie grisme             | SBC et WFC (réparés) actifs ; HRC inactif | HST               |
| Cosmic Origins Spectrograph (en) (COS)                      | Spectroscopie UV                                        | Actif                                     | HST               |
| Wide Field Camera 3 (WFC3)                                  | Imagerie UV/optique/IR (proche) et spectroscopie grisme | Actif                                     | HST               |
| Near Infrared Camera (NIRCam)                               | Imagerie IR (proche)/optique                            | Planifié (2021)                           | James-Webb (JWST) |
| Near Infrared Spectrograph (en) (NIRSpec)                   | Spectroscopie IR (proche)                               | Planifié (2021)                           | JWST              |
| Mid-Infrared Instrument (en) (MIRI)                         | Imagerie et spectroscopie IR (moyen)                    | Planifié (2021)                           | JWST              |
| Tunable Filter Imager (FGS-TFI)                             | Imagerie IR (proche à moyen)                            | Planifié (2021)                           | JWST              |